# Sieglinde Hartmann
Sieglinde Hartmann (* 1945 in Wuppertal) ist eine deutsche Germanistin, Spezialistin für den mittelalterlichen Dichter Oswald von Wolkenstein und Präsidentin der Oswald von Wolkenstein-Gesellschaft.

## Biographie
Sieglinde Hartmann studierte in Köln und Frankfurt am Main. Nach Forschungs- und Lehraufenthalten promovierte sie an der Johann Wolfgang Goethe-Universität in Frankfurt am Main mit einer Untersuchung zur Altersdichtung und Selbstdarstellung bei Oswald von Wolkenstein. Neben und nach ihrer Promotion nahm sie Lehraufträge und Lehrstuhlvertretungen an den Universitäten Paris IV (Sorbonne), Mainz, Gießen, Kassel, Bamberg, Frankfurt am Main und Würzburg wahr.
Im Jahr 2003 wurde sie zur Honorarprofessorin für das Fachgebiet „Ältere deutsche Philologie“ an der Universität Würzburg bestellt. Von 2003 bis 2004 hatte Sieglinde Hartmann eine Gastprofessur am Institut für Germanistik der Universität Graz (Österreich) inne.
Ein wichtiges Element der Arbeitsweise von Sieglinde Hartmann liegt in der internationalen Vernetzung in der germanistischen Mediävistik. In diesem Zusammenhang steht seit 2010 auch eine Professur für Germanistik an der Slawischen Universität Baku, Aserbaidschan.
Als Germanistin und Mediävistin fokussiert Sieglinde Hartmann im Besonderen auf Oswald von Wolkenstein (ca. 1376/77–1445), einen weitgereisten Ritter und Sänger, der als wichtigster Dichter des deutschen Spätmittelalters gilt. Angeregt durch Wolkensteins enge Verbindungen mit den Kulturen anderer europäischer Länder seiner Zeit entwickelte Sieglinde Hartmann einen speziellen komparatistischen Forschungsansatz, der Methoden der Literaturwissenschaft, Geschichtswissenschaften, der Kunstgeschichte und der Mentalitätsgeschichte miteinander verbindet. Durch diesen Ansatz ergaben sich neue Wege zur kontextuellen Erschließung von Wolkensteins Schaffen und dessen Auswirkungen auf andere kulturelle Phänomene des ausgehenden Mittelalters. Wichtiges Element in Sieglinde Hartmanns Vermittlungsarbeiten zu Wolkensteins Werk ist auch die Organisation und Moderation von Mittelalterkonzerten, oft in Kooperation mit dem österreichischen Konzertsänger Eberhard Kummer.
Seit 2002 ist Sieglinde Hartmann Mitglied des Organisationsgremiums des International Medieval Congress der Universität Leeds, England, verantwortlich für Komparatistik und Germanistik.
Sieglinde Hartmann ist Gründungsmitglied und seit 2007 Erste Vorsitzende der Oswald von Wolkenstein-Gesellschaft sowie Herausgeberin des Jahrbuchs der Oswald von Wolkenstein-Gesellschaft (JOWG).

## Forschungsschwerpunkte
- Oswald von Wolkenstein
- Deutsche Literaturgeschichte des hohen und späten Mittelalters
- Mittelalter-Rezeption
- Epenforschung
- Das Nibelungenlied im Kontext außereuropäischer Heldenepik

## Publikationen (Auswahl)

### Zu Oswald von Wolkenstein
- Heretical Hussites: Oswald Von Wolkenstein’s ‘Song Of Hell’ (‘Durch Toren Weis’). In: Heresy and the Making of European Culture. Medieval and Modern Perspectives. A. P. Roach and J. R. Simpson (eds.). Farnham: Ashgate 2013.
- Oswald von Wolkenstein. In: Kindlers Literatur-Lexikon. 3. Auflage. Stuttgart /Weimar 2009, Band 12.
- Jahrbuch der Oswald von Wolkenstein Gesellschaft. Hrsg. zus. mit Ulrich Müller; ab Band 7, Frankfurt am Main 1992/93 ff.
- Pourquoi traduire en français un auteur comme Oswald von Wolkenstein? Lausanne 2005.
- Oswald von Wolkenstein heute: Traditionen und Innovationen in seiner Lyrik. Frankfurt am Main 2005.
- Oswald von Wolkenstein: Es fügt sich, do ich was von zehen jaren alt. In: Gedichte und Interpretationen. Mittelalter. Stuttgart 1993.
- Zur Einheit des Marienliedes Kl 34. Eine Stilstudie mit Übersetzung und Kommentar. JOWG. Bd. 3, 1984/85.
- Altersdichtung und Selbstdarstellung bei Oswald von Wolkenstein. Göppingen, 1980.

### Studien zur Literatur und Kultur des europäischen Mittelalters
- Deutsche Liebeslyrik vom Minnesang bis zu Oswald von Wolkenstein oder die Erfindung der Liebe im Mittelalter. Wiesbaden: Dr. L. Reichert Verlag 2012 (= Einführung in die deutsche Literatur des Mittelalters, Band 1).
- Islands and Cities in Medieval Myth, Literature, and History. Hrsg. zus. mit A. Grafetstätter, J. Ogier. Frankfurt a. M. 2011.
- Das Nibelungenlied und Das Buch des Dede Korkut (Imagines Medii Aevi. Interdisziplinare Beiträge zur Mittelalterforschung). Hrsg. zus. mit K. Abdullayev, H. Boeschoten, U. Störmer-Caysa. Wiesbaden 2011.
- Mittelalterliche Literatur und Kultur im Deutschordensstaat in Preußen: Leben und Nachleben. Hrsg. zus. mit J. Wenta und G. Vollmann-Profe. Toruń 2009.
- Fauna and Flora in the Middle Ages. Studies of the Medieval Environment and its Impact on the Human Mind. Frankfurt am Main 2007.
- Artus-Mythen und Moderne. Aspekte der Rezeption in Literatur, Kunst, Musik und in den Medien. Hrsg. zus. mit T. Le Blanc, U. Müller, B. Twrsnick. Wetzlar 2005.
- Vom Mittelalter zum dritten Jahrtausend: Brauchen wir das Mittelalter für unsere Zukunft? In: JOWG. Bd. 13. 2001/2002.
- Harpyie. In: Mittelalter Mythen. Hrsg. von U. Müller und W. Wunderlich. Bd. 2. St. Gallen 1999.
- Ein empirischer Beitrag zur Geschichte des Lachens im Mittelalter: Lachen beim Stricker. In: MEDIAEVISTIK. 1990.
- Flaubert – ein Mystiker? Mittelalter und Mystik in den Trois Contes. In: Mittelalter-Rezeption II. Hrsg. von J. Kühnel u. a. Göppingen 1982.
- Deutsch-Französische Germanistik. Hrsg. zus. mit C. Lecouteux. Göppingen 1984.